# Segun Atere
Oluwasegun Atere (Ibadan, 2 november 1985) is een voormalig Nigeriaanse voetbalmiddenvelder.

## Carrière
Hij begon zijn carrière bij het feederteam van Shooting Stars in zijn geboorteplaats in 2000 voor hij bij het hoofdteam kwam. In juli 2003 trad hij toe tot het Jupiler League-team KAA Gent met een tweejarig contract. In januari 2005 verhuisde hij naar de Belgische lagere klasse, bij KFC Evergem-Center op uitleenbasis. Hij speelde 2 jaar en 6 maanden bij het team voordat hij terugkeerde naar zijn thuisland en tekende bij Kwara United FC. Hij tekende in 2014 bij NPFL-debutanten Giwa FC.

## Internationale carrière
Atere speelde in de Golden Eaglets-ploeg die in 2001 de gouden medaille van het Afrikaanse U-17-kampioenschap op de Seychellen won. Hij speelde ook bij de nationale U-20 in 2002, terwijl hij in El-Kanemi op de tweede plaats eindigde met het U-23 team bij de 2003 All Africa games, georganiseerd door Nigeria.